# Шумшеваші (Аліковський район)
Шумшева́ші (рос. Шумшеваши, чув. Шĕмшеш) — село у складі Аліковського району Чувашії, Росія. Входить до складу Шумшеваського сільського поселення.
Населення — 241 особа (2010; 293 у 2002).
Національний склад:
- чуваші — 99 %